# T Capricorni
T Capricorni är en pulserande variabel av Mira Ceti-typ i stjärnbilden Stenbocken.
Stjärnan varierar mellan visuell magnitud +8,4 och 14,3 med en period av 269,28 dygn.